# Lycée de Jyväskylä
Lycée de Jyväskylä (en finnois : Jyväskylän Lyseon lukio) est le plus ancien lycée de garçons de langue finnoise situé à Jyväskylä en Finlande.
L'établissement est géré par le consortium éducatif de Jyväskylä.

## Histoire
Le bâtiment, conçu par Werner Polón et Sebastian Gripenberg, est construit en 1902 au 13, rue Yliopistonkatu. 
En 1959 il est agrandi selon les plans d'Einari Wennervirta.
Le lycée est fondé le 1er octobre 1858 et il a longtemps fonctionné dans le bâtiment du 13 rue Yliopistonkatu.
En février 2012, le conseil municipal décide de déménager le lycée vers le campus de Vitaniemi.

## Anciens lycéens célèbres
- Alvar Aalto,
- Otto Wille Kuusinen
- Lauri Pihkala
- Taavetti Laatikainen
- Edvard Gylling
- Johannes Jääskeläinen
- Martti Kovero
- Otto Wille Kuusinen
- Matti Rossi
- Sulo Wuolijoki
- Pasi Ilmari Jääskeläinen
- Matti Huutonen

## Le musée du lycée
Au rez-de-chaussée, le musée du lycée est ouvert au public depuis 2008.